# 마운트플레전트 공군기지

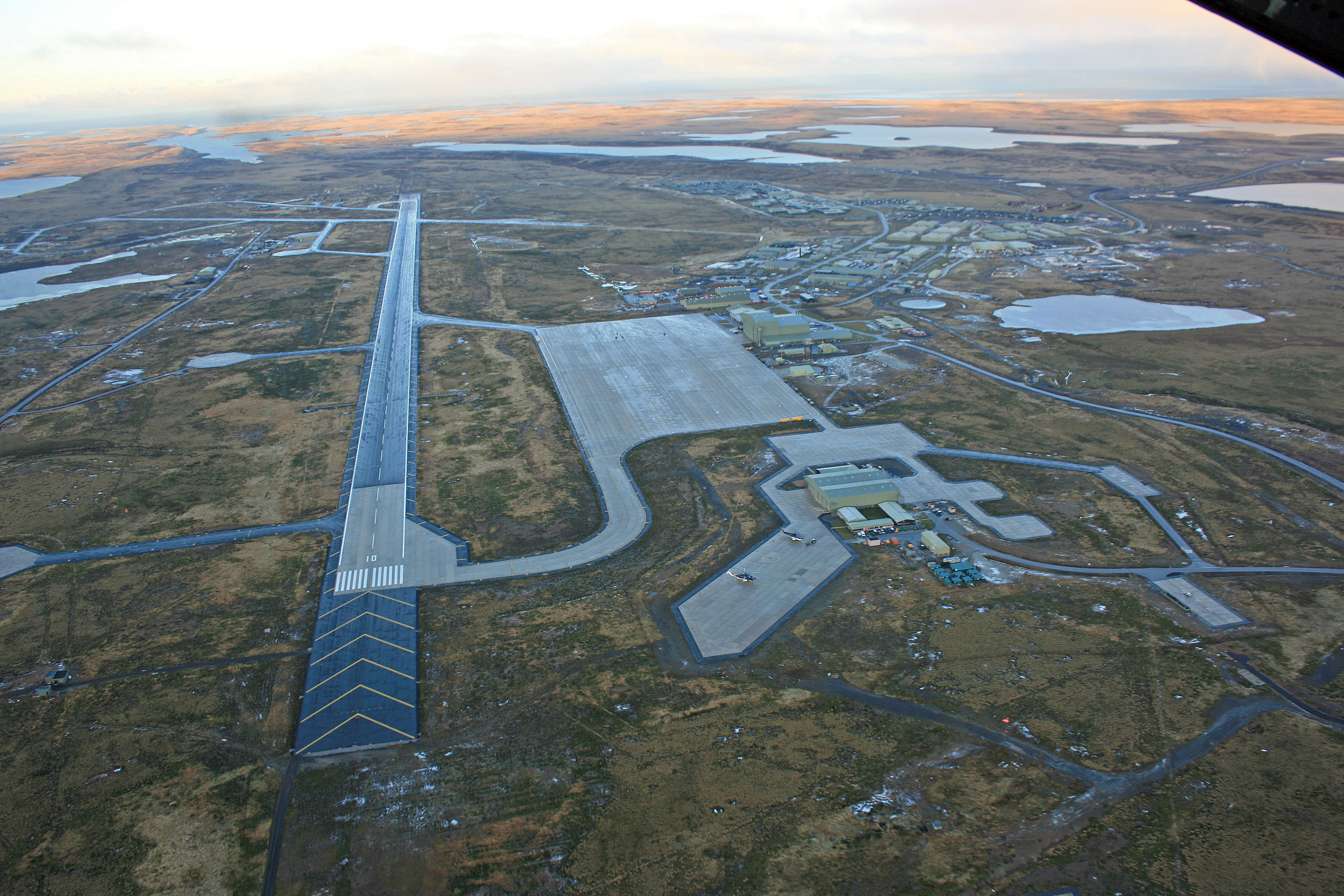
항공뷰

마운트플레전트 공군기지(RAF Mount Pleasant, IATA: MPN, ICAO: EGYP) 또는 마운트플레전트 공항(Mount Pleasant Airport, Mount Pleasant Complex, MPA)은 포클랜드 제도의 영국의 해외 영토의 영국 왕립 공군기지이다. 모토는 권리 수호(Defend the right)이다.
마운트플레전트 공군기지는 1985년 5월 12일 요크 공작 앤드루에 의해 개항되었으며 이듬해에 온전한 기능을 수행하게 되었다.